# Eufistulana mumia
Eufistulana mumia is een tweekleppigensoort uit de familie van de Gastrochaenidae. De wetenschappelijke naam van de soort is voor het eerst geldig gepubliceerd in 1783 door Spengler.